# Phytobius
Phytobius är ett släkte av skalbaggar som beskrevs av Carl Johan Schönherr 1833. Phytobius ingår i familjen vivlar.

## Bildgalleri

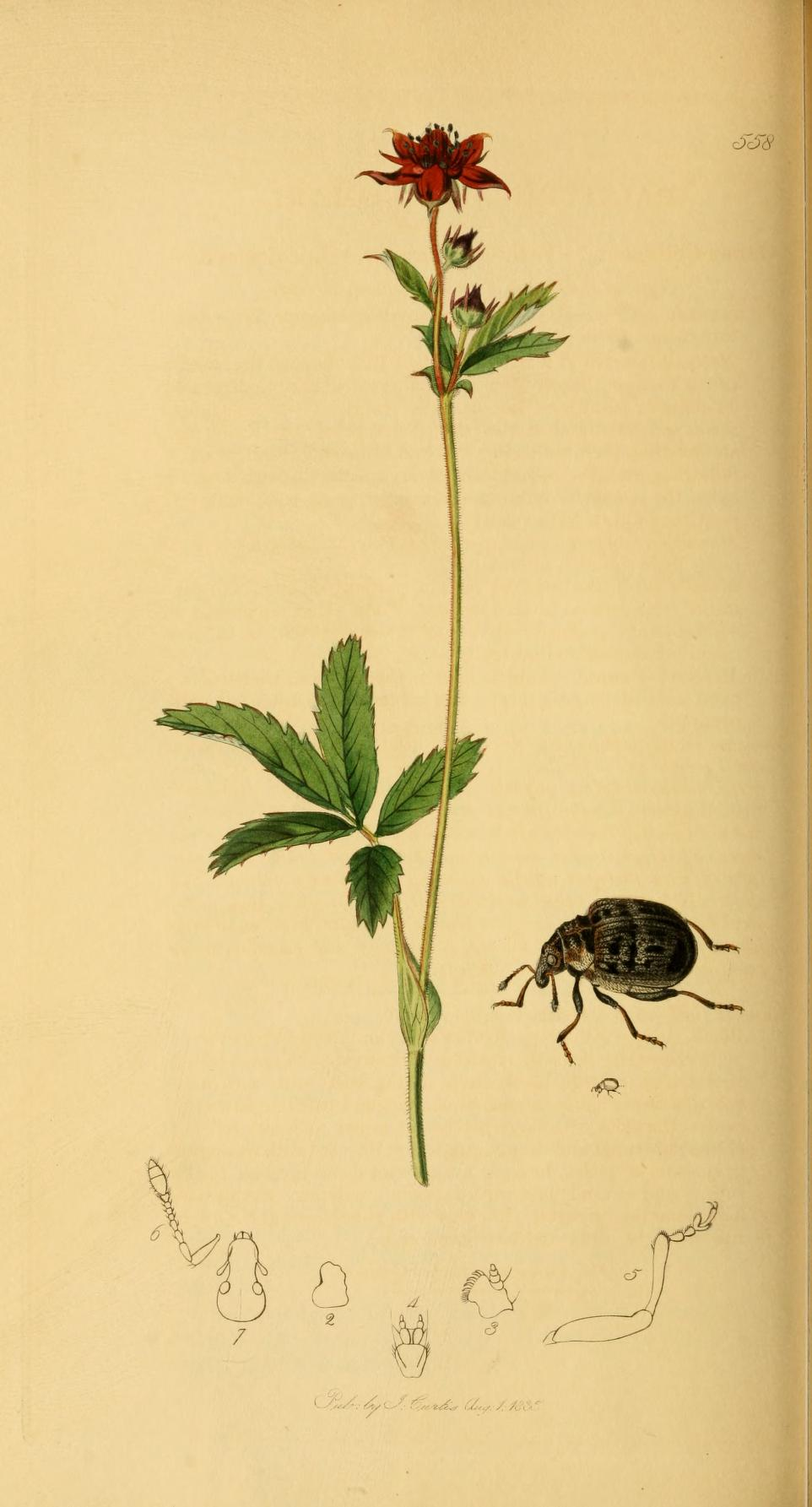

## Dottertaxa tillPhytobius, i alfabetisk ordning[1][2]
- Phytobius albertanus
- Phytobius astracanicus
- Phytobius brisouti
- Phytobius canaliculatus
- Phytobius chaffanjoni
- Phytobius comari
- Phytobius confusus
- Phytobius cuprifer
- Phytobius denticollis
- Phytobius femoralis
- Phytobius fuscus
- Phytobius granatus
- Phytobius griseomicans
- Phytobius hartmanni
- Phytobius hydrophilus
- Phytobius hygrophilus
- Phytobius inaequalis
- Phytobius japonicus
- Phytobius leucogaster
- Phytobius mixtus
- Phytobius mucronulatus
- Phytobius muricatus
- Phytobius myriophylli
- Phytobius notula
- Phytobius omissus
- Phytobius paraguayanus
- Phytobius quadricornis
- Phytobius quadridentatus
- Phytobius quadrinodosus
- Phytobius quadrispinosus
- Phytobius quadrituberculatus
- Phytobius roelofsi
- Phytobius rufescens
- Phytobius squamosus
- Phytobius sulcicollis
- Phytobius taschkenticus
- Phytobius tibialis
- Phytobius torvipes
- Phytobius waltoni
- Phytobius variegatus
- Phytobius velaris
- Phytobius velatus